# Pelangki (Muaradua)
Pelangki is een bestuurslaag in het regentschap Ogan Komering Ulu Selatan van de provincie Zuid-Sumatra, Indonesië. Pelangki telt 2423 inwoners (volkstelling 2010).